# Палден Шераб Ринпоче

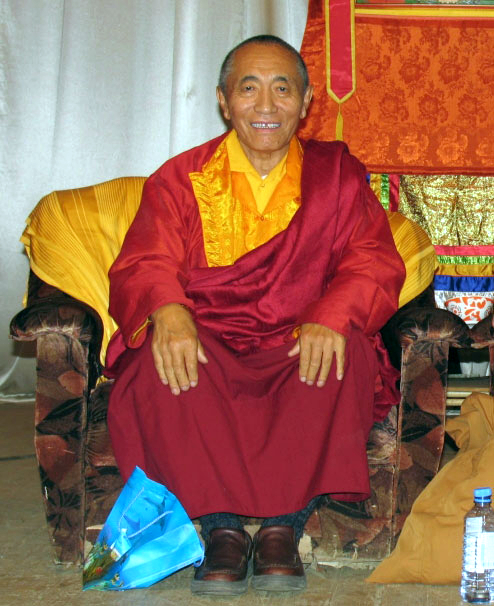
Кэнчен Палден Шераб Ринпоче

Кэнчен Палден Шераб Ринпоче (1941 — 19 июня 2010)
— буддийский учитель школы Ньингма, родился в 1941 году в деревне Гьфу в Восточном Тибете, в области Дошул, неподалёку от священной горы Джово Цегьял. Джово Цегьял — это одна из пяти гор в Тибете, особо связанных с Пятью Буддами и с Гуру Падмасамбхавой, основателем тибетского буддизма.
Кхенчен Палден Шераб Ринпоче умер в благоприятный день Будды Медицины, 19 июня 2010 года в 20:07.

## Биография
Один из предков Кэчена Ринпоче был прямым учеником Гуру Падмасамбхавы; другие родственники прославились как учёные, практики и тертоны. На его семье лежала обязанность управлять монастырём Гочен, который основал великий тертон, Цасум Лингпа.
Обучение Кэчена Ринпоче началось, когда ему было четыре года: его отец, лама Чиме Намгьял, научил его читать. Первой книгой, которую он прочёл, была история жизни Мандаравы, дакини мудрости и супруги Падмасамбхавы. Когда ему исполнилось шесть лет, было решено, что он станет следующим настоятелем монастыря Гочен.
В семь лет он завершил свой первый медитационный ретрит: в течение месяца он жил вместе со старшим монахом, Чанчубом Гьяцо в каменном домике на краю ледника на горе Джово Цегьял.
Его семья вела полукочевой образ жизни; зимой они жили в деревенском доме вместе с шестью другими семьями, а летом кочевали, разбивая шатры из шерсти яков. В двенадцать лет Кэнчен Палден Шераб Ринпоче и Кэнпо Цеванг Донгьял Ринпоче переехали в монастырь Ривоче, один из самых больших и старых обучающих центров Восточного Тибета. Они завершили своё обучение как раз перед тем, как китайцы вторглись в этот район.
Палден Шераб Ринпоче и его брат, Цеванг Донгьял Ринпоче, как и многие другие, бежали в Индию. Вместе с родителями и двумя сёстрами они покинули Восточный Тибет посреди зимы и восемнадцать месяцев добирались до Индии. Их путешествие было очень опасным — три раза их ловили, и каждый раз им удавалось бежать. Путешествие было слишком тяжёлым для женщин из их семьи — когда они добрались до индийской границы, одна из сестёр умерла, а мать и другая сестра умерли вскоре после того, как они оказались в лагере беженцев в Индии.
В 1965 году, через несколько лет после бегства в Индию, Кхенчена Ринпоче попросили присоединиться к группе учёных и лидеров четырёх основных школ тибетского буддизма, обсуждавших, как поддержать тибетскую культуру и религию. В течение года периодически проводились конференции, и в результате был сформирован центральный Институт высшего тибетского образования в Сарнатхе, Индия.
В 1967 году Его Святейшество Дуджом Ринпоче (глава школы Нингма с 1960 года и до паринирваны в 1987 году) назначил Кэнчена Ринпоче главой Нингмапинского департамента этого института. В 1980 году Кэнчен Ринпоче и его брат, Цеванг Донгьял Ринпоче, впервые отправились в Соединённые Штаты и начали работать вместе с Его Святейшеством Дуджомом Ринпоче.
Палден Шераб Ринпоче является автором работ по тибетской грамматике, поэзии, философии и истории. Некоторые его книги используются в качестве учебников в Центральном Институте высшего тибетского образования. Ринпоче проводил обучение в Тибете, Индии, Непале, Англии, Франции, Бельгии, Австралии, Канаде, России, Пуэрто-Рико и в Соединённых Штатах.
Кэнчен Ринпоче являлся одним из величайших современных учёных и мастеров медитации школы Ньингма тибетского буддизма.
Кхенченом Палденом Шерабом Ринпоче и его братом Кхенпо Цевангом Донгьялом Ринпоче в России основан Буддийский центр Падмасамбхавы.
В благоприятный день Будды Медицины, 19 июня 2010 года в 20.07 драгоценный учитель, великий учёный и мастер школы Ньингма Кхенчен Палден Шераб Ринпоче ушёл в паринирвану мирно и прекрасно. Все стадии медитации были совершенно проявлены в соответствии с учениями Будды и Гуру Ринпоче, так как Кхенчен Ринпоче учил сам на протяжении многих лет. Он ушёл бесстрашно, без каких-либо эмоций или привязанностей, радостно и уверено в своём доме Арья Пало Линге в присутствии своего любимого брата Досточтимого Кхенпо Цеванг Донгьяла Ринпоче и Джомо Лорейн, в то время как сангха выполняла практику Ваджрасаттвы в славном Храме Цвета Меди в монастыре Палден Падма Самье Линг.
Палден Шераб Ринпоче и его брат, Цеванг Донгьял Ринпоче, неоднократно посещали Россию и даровали глубочайшие учения.